# Brian d'Arcy James
Brian d'Arcy James (Saginaw, 29 de junho de 1968) é um ator e musicista norte-americano, conhecido pela participação na série 13 Reasons Why.